# Sphenomorphus perhentianensis
Sphenomorphus perhentianensis là một loài thằn lằn trong họ Scincidae. Loài này được Grismer, Wood & Grismer mô tả khoa học đầu tiên năm 2009.